# Ring Ring
Ring Ring er bandet ABBAs debutalbum fra 1973. 
Albummet blev lavet efter at sangen "Ring ring" fik succes efter at have deltaget i Svensk Melodi Grand Prix. Albummet bærer præg af at være samlet af mange af medlemmernes tidligere solo-projekter, bl.a. Björn & Bennys single "She's my kind of girl" fra 1967 og Agnetha Fältskogs komposition "Disillusion", som Björn Ulvaeus forfattede engelsk tekst til. Dette er i øvrigt den eneste ABBA-sang, hvor Benny Andersson ikke har været (med)komponist.

## Numre
1. Ring Ring
2. Another Town, Another Train
3. Disillusion
4. People Need Love
5. I Saw It In The Mirror
6. Nina, Pretty Ballerina
7. Love Isn’t Easy (But It Sure Is Hard Enough)
8. Me And Bobby And Bobby’s Brother
9. He Is Your Brother
10. She’s My Kind Of Girl
11. I Am Just A Girl
12. Rock’n’Roll Band

Bonus-tracks (CD)
1. Merry-Go-Round
2. Santa Rosa
3. Ring Ring (Bara du slog en signal)

Komponist:
Track: 2, 4, 5, 6, 7, 8, 9, 10, 12 & bonus 2: Benny Andersson & Björn Ulvaeus
Track 1: Benny Andersson, Björn Ulvaeus, Stikkan Anderson, Neil Sedaka & Phil Cody
Track 3: Agnetha Fältskog & Björn Ulvaeus
Track 11, bonus 1 & bonus 3: Benny Andersson, Björn Ulvaeus & Stikkan Anderson